# Schizogyne
Schizogyne es un género de plantas fanerógamas perteneciente a la familia de las asteráceas. Comprende 5 especies descritas y de estas, solo 3  aceptadas.

## Taxonomía
El género fue descrito por Alexandre Henri Gabriel de Cassini y publicado en Dictionnaire des Sciences Naturelles [Second edition] 56: 23. 1828.

## Especies
- Schizogyne glaberrima DC.
- Schizogyne obtusifolia Cass.
- Schizogyne sericea (L.f.) DC.